# گوین گوردن (بازیکن فوتبال)
گوین گوردن (انگلیسی: Gavin Gordon؛ زادهٔ ۲۴ ژوئن ۱۹۷۹) بازیکن فوتبال اهل بریتانیا است.
از باشگاه‌هایی که در آن بازی کرده‌است می‌توان به باشگاه فوتبال کراولی تاون، باشگاه فوتبال هیستون، باشگاه فوتبال هال سیتی، باشگاه فوتبال کروبورو اتلتیک، باشگاه فوتبال آکسفورد یونایتد، باشگاه فوتبال لینکولن سیتی، باشگاه فوتبال مرستم، باشگاه فوتبال ردهیل، باشگاه فوتبال اسلیفورد تاون، باشگاه فوتبال نوتس کانتی، باشگاه فوتبال وورتینگ، و باشگاه فوتبال کاردیف سیتی اشاره کرد.